# Walter Samuel
Wálter Adrián Samuel (ur. jako Walter Adrián Luján 23 marca 1978 w Firmat) – argentyński piłkarz, obrońca.

## Kariera klubowa
Pierwsze kroki stawiał w miejscowym klubie Club Atlético Argentino de Firmat. Karierę zawodową rozpoczął w Newell’s Old Boys u boku Gabriela Heinzego. Pierwszy mecz rozegrał 16 lipca 1996 r. z Banfield jeszcze jako Walter Lujan.

### Boca Juniors
W 1997 przeszedł do Boca Juniors prowadzonego przez Carlosa Bianchiego. Debiutancki gol Samuela padł w 62' spotkania z Platense rozegranym 4 listopada 1998 r. W lidze argentyńskiej Samuel był nie do przejścia. Stał się prawdziwym fizycznym dominatorem. Grał świetnie, skupiając na sobie uwagę klubów z całej niemal Europy. Boca Juniors przy jego walnym udziale, wygrało w swoim kraju zarówno Aperturę 1998, jak i Clausurę 1999. W ciągu trzech sezonów w Boca zaliczył 77 spotkań i strzelił 4 bramki oraz zdobył Copa Libertadores w 2000 r. Argentyńczyk tworzył wtedy znakomity duet stoperów z rosłym Kolumbijczykiem Jorge Bermudezem.

### AS Roma
W 2000 r. w zamian za 40,625 mld lirów (ok. 20 mln euro) został zawodnikiem klubu włoskiego AS Roma, wraz z którym świętował mistrzostwo i Superpuchar Włoch w 2001 r. Debiut w zespole Giallorossich miał miejsce 14 września 2000 r. w meczu pierwszej rundy Pucharu UEFA z ND Gorica. W Serie A zagrał po raz pierwszy z FC Bologna 1 października 2000, a premierowego gola zdobył w starciu z US Lecce (1:0) 18 lutego 2001. 7 grudnia zaliczył premierowe trafienie w starciu z HSV. We Włoszech dorobił się opinii jednego z najlepszych obrońców Serie A. Był twardy, zdecydowany i świetny w kryciu 1 na 1. Włoscy dziennikarze podkreślali jego szybką aklimatyzację w lidze, a Fabio Capello mówił, że Argentyńczyk gra tak, jakby defensywnego rzemiosła uczył się w samej Italii. W kolejnych latach Roma została zmuszona do sprzedaży czołowych graczy ze względu na kłopoty finansowe. W sumie dla Giallorossich zagrał w 122 meczach i zdobył 9 bramek.

### Real Madryt
Wśród tych piłkarzy znalazł się i Walter Samuel, który trafił w lipcu 2004 do madryckiego Realu, gdzie jego doświadczenie, wyniesione ze słynącej z defensywy ligi włoskiej, miało posłużyć do wzmocnienia formacji obronnej. Suma transferu wyniosła 25 mln euro. 11 sierpnia zadebiutował w meczu eliminacji do Ligi Mistrzów z Wisłą Kraków. W Primera División pierwszy mecz rozegrał 18 września 2004 z Espanyolem. Pierwszą bramkę dla Królewskich zdobył w potyczce z Albacete Balompie. Drugą bramkę zdobył w potyczce z RCD Mallorca. Nie spełnił jednak oczekiwań włodarzy klubu, gdyż w barwach Realu Walter nie grał już tak dobrze, dlatego też w 2005 roku wrócił do Włoch. Dla Realu zagrał 30 meczach ligowych (38 ogółem) i strzelił 2 gole.

### Inter
Interu Mediolan postanowił zapłacić za jego usługi 16 mln euro. Pierwszy oficjalny mecz Samuela dla Nerazzurrich miał miejsce 20 sierpnia 2005 r. w zwycięskiej potyczce o Superpuchar Włoch z Juventusem (1:0). Mediolańczycy z Walterem Samuelem w składzie rozpoczęli jeden z najwspanialszych okresów w historii klubu. Pięciokrotnie zdobywali Scudetto (2006, 2007, 2008, 2009, 2010), trzykrotnie Puchar Włoch (2006, 2010, 2011), czterokrotnie Superpuchar Włoch (2005, 2006, 2008, 2010), wyczekiwaną latami Ligę Mistrzów (2010) oraz Klubowe Mistrzostwo Świata (2010). Na pierwszą bramką w barwach Nerazzurrich czekał do 21 września 2005 r., gdy podczas meczu ligowego z Chievo Werona zaskoczył bramkarza rywala. 12 lutego pokonał bramkarza Juventusu, ale nie uchroniło to Mediolańczyków od porażki 1:2. 23 października jego debiutancki gol w Lidze Mistrzów dał Il Biscione zwycięstwo 2:1 nad CSKA Moskwa. Podczas rozgrywanych 23 grudnia 2007 r. derbów Mediolanu w starciu z Kaką odniósł powożną kontuzję, która wyeliminowała go do końca sezonu. Po przybyciu do Interu Lucio stworzył z nim świetnie się rozumiejącą parę stoperów. 20 października uchronił Nerazzurrich od porażki w starciu z Dynamem Kijów zdobywając bramkę na 2:2. 9 stycznia uratował zwycięstwo Interu pokonując w doliczonym czasie gry bramkarza AC Siena. Para ta siała prawdziwy postrach wśród przeciwników. 7 listopada 2010 r. odniósł ponownie poważny uraz, który wyłączył go z gry na 5 miesięcy, aż do 15 maja i meczu z SSC Napoli. 2 listopada pokonał bramkarza Lille OSC w meczu fazy grupowej LM. 5 lutego 2012 w starciu z Romą zagrał po raz 500 oficjalny mecz. 7 października 2012 r. zdobył jedynego gola w derbowym starciu z Milanem. W ligowych bojach przeciwko Milanowi Argentyńczyk zagrał jak dotąd dziesięciokrotnie. We wszystkich tych meczach zwyciężał Inter. Bez niego w 5 meczach La Beneamata wygrała tylko raz.
Z Nerazzurrimi wiąże go kontrakt roczny, przedłużony w maju 2012, a później w czerwcu 2013.
W 2014 roku Samuel przeszedł na zasadzie wolnego transferu do FC Basel. W październiku 2015 w wywiadzie dla Neue Zürcher Zeitung zapowiedział zakończenie kariery po sezonie 2015/2016.

## Kariera reprezentacyjna
Jako członek młodzieżowej drużyny przywiózł z Malezji złoty medal młodzieżowych mistrzostw świata. Debiut Samuela w pierwszej kadrze Argentyny miał miejsce 3 lutego 1999 r. w meczu z Wenezuelą, której strzelił swego pierwszego gola dla Albicelestes. Walter Samuel wystąpił w reprezentacji narodowej Argentyny na Copa América 1999, nieudanych mistrzostwach świata w Korei i Japonii w 2002 po których kontuzje spowodowały czasową jego nieobecność w kadrze. Po uporaniu się z nimi wziął udział w Pucharze Konfederacji 2005 oraz w Mistrzostwach Świata w Republice Południowej Afryki w 2010. Ogółem rozegrał w niej 56 spotkań w których zdobył 5 bramek. Po raz ostatni zagrał w niej 11 sierpnia 2010 r. w spotkaniu z Irlandią.

## Życie prywatne
Urodził się jako Walter Adrian Luján. Jego samotna matka ma żydowskie korzenie. Jako nastolatek przyjął nazwisko swego ojczyma. W roku 2005 otrzymał hiszpański paszport. Z żoną Cecilią ma córkę – Valentinę i dwóch synów – Francisca (ur. 15 listopada 2008) i Mirka.
Jego hobby to łowienie ryb. „Hecho en Argentina” jest jego ulubioną piosenką.

## Styl gry
Samuel należy do najtwardziej grających obrońców. Wyróżnia się siłą fizyczną, dobrą grą głową oraz niezłomnym charakterem.

## Sukcesy

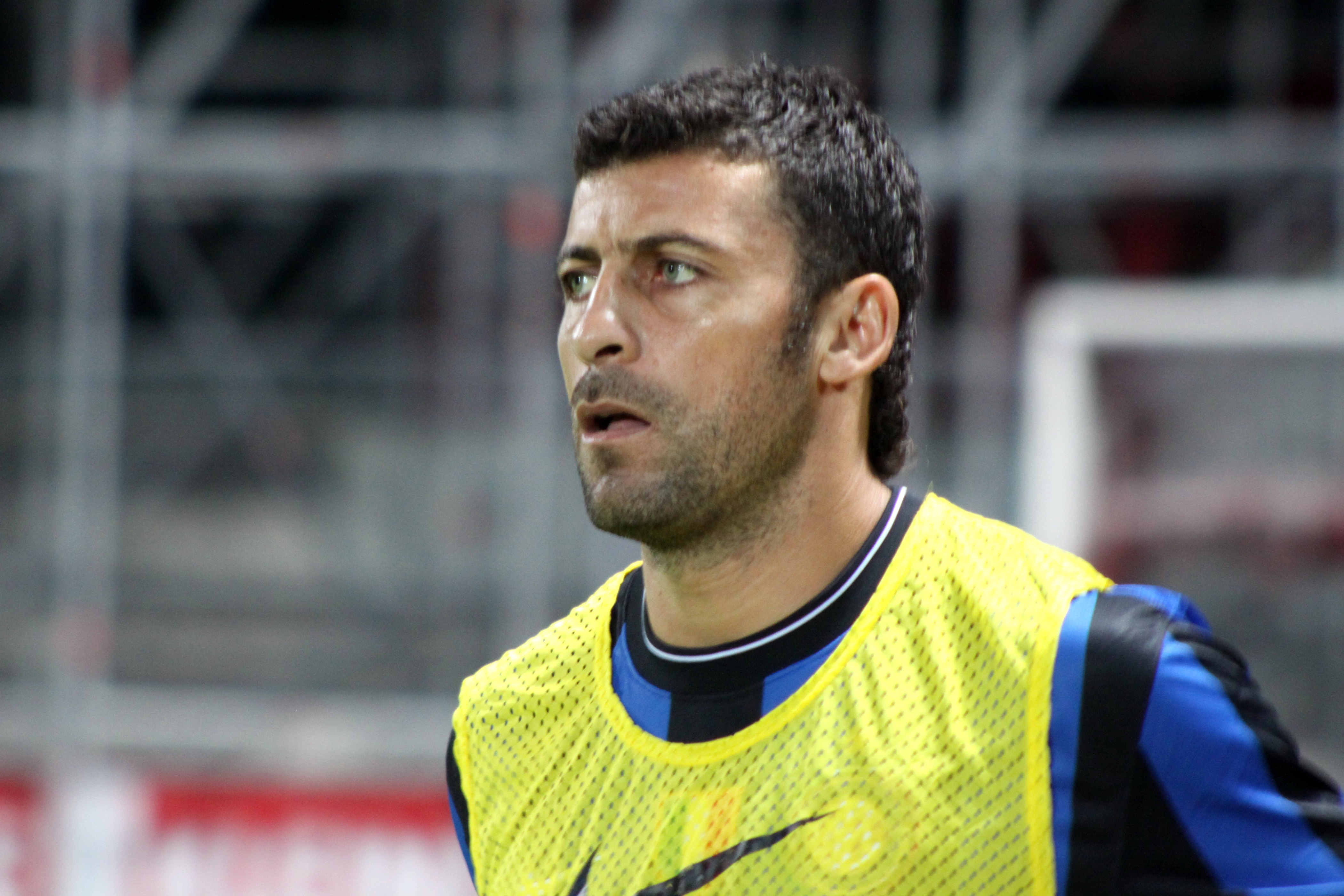
Piłkarz w barwach Interu Mediolan

### Klubowe
- Mistrzostwo Włoch (6): 2001, 2006, 2007, 2008, 2009, 2010
- Superpuchar Włoch (4): 2001, 2006, 2008, 2010,
- Copa Libertadores: 2000,
- Mistrzostwo Argentyny: Apertura 1998, Clausura 1999,
- Liga Mistrzów: 2010,
- Puchar Włoch (3): 2006, 2010, 2011
- Klubowe Mistrzostwo Świata: 2010

### Reprezentacyjne
- Młodzieżowe Mistrzostwo Świata U-20: 1997,
- Puchar Konfederacji w piłce nożnej 2005: finalista

### Indywidualne
- Obrońca roku Serie A: 2010
- Jedenastka sezonu w Serie A: 2009/10

## Statystyki

### Klubowe
| Klub                                     | Sezon                                    | Kraj                                     | Rozgrywki                                | Mecze | Bramki | Asysty |
| ---------------------------------------- | ---------------------------------------- | ---------------------------------------- | ---------------------------------------- | ----- | ------ | ------ |
| Newell’s Old Boys                        | 1995/1996                                | Argentyna                                | Primera División                         | 35    | 0      |        |
| Newell’s Old Boys                        | 1996/1997                                | Argentyna                                | Primera División                         | 2     | 0      |        |
| Newell’s Old Boys                        | Razem                                    | Argentyna                                | Primera División                         | 42    | 0      |        |
| Boca Juniors                             | 1997/1998                                | Argentyna                                | Primera División                         | 12    | 0      |        |
| Boca Juniors                             | 1998/1999                                | Argentyna                                | Primera División                         | 34    | 2      |        |
| Boca Juniors                             | 1999/2000                                | Argentyna                                | Primera División                         | 23    | 2      | 0      |
| Boca Juniors                             | Razem                                    | Argentyna                                | Primera División                         | 69    | 4      |        |
| AS Roma                                  | 2000/2001                                | Włochy                                   | Serie A                                  | 31    | 1      | 0      |
| AS Roma                                  | 2001/2002                                | Włochy                                   | Serie A                                  | 30    | 5      | 0      |
| AS Roma                                  | 2002/2003                                | Włochy                                   | Serie A                                  | 31    | 2      | 0      |
| AS Roma                                  | 2003/2004                                | Włochy                                   | Serie A                                  | 30    | 1      | 0      |
| AS Roma                                  | Razem                                    | Włochy                                   | Serie A                                  | 122   | 9      |        |
| Real Madryt                              | 2004/2005                                | Hiszpania                                | Primera División                         | 30    | 2      | 1      |
| Inter Mediolan                           | 2005/2006                                | Włochy                                   | Serie A                                  | 28    | 2      | 0      |
| Inter Mediolan                           | 2006/2007                                | Włochy                                   | Serie A                                  | 18    | 3      | 0      |
| Inter Mediolan                           | 2007/2008                                | Włochy                                   | Serie A                                  | 12    | 0      | 0      |
| Inter Mediolan                           | 2008/2009                                | Włochy                                   | Serie A                                  | 17    | 1      | 0      |
| Inter Mediolan                           | 2009/2010                                | Włochy                                   | Serie A                                  | 28    | 3      | 0      |
| Inter Mediolan                           | 2010/2011                                | Włochy                                   | Serie A                                  | 10    | 0      | 0      |
| Inter Mediolan                           | 2011/2012                                | Włochy                                   | Serie A                                  | 27    | 2      | 2      |
| Inter Mediolan                           | 2012/2013                                | Włochy                                   | Serie A                                  | 16    | 1      | 0      |
| Inter Mediolan                           | 2013/2014                                | Włochy                                   | Serie A                                  | 0     | 0      | 0      |
| Inter Mediolan                           | Razem                                    | Włochy                                   | Serie A                                  | 146   | 12     | 2      |
| Łącznie w argentyńskiej Primera División | Łącznie w argentyńskiej Primera División | Łącznie w argentyńskiej Primera División | Łącznie w argentyńskiej Primera División | 106   | 4      | –      |
| Łącznie w Serie A                        | Łącznie w Serie A                        | Łącznie w Serie A                        | Łącznie w Serie A                        | 277   | 21     | 2      |
| Ogółem                                   | Ogółem                                   | Ogółem                                   | Ogółem                                   | 413   | 27     | 3      |

### Reprezentacyjne
| Mecze i gole w kadrze | Mecze i gole w kadrze | Mecze i gole w kadrze |
| Rok                   | Mecze                 | Gole                  |
| --------------------- | --------------------- | --------------------- |
| 1999                  | 10                    | 1                     |
| 2000                  | 10                    | 0                     |
| 2001                  | 8                     | 2                     |
| 2002                  | 6                     | 0                     |
| 2003                  | 5                     | 1                     |
| 2004                  | 6                     | 0                     |
| 2005                  | 5                     | 1                     |
| 2006                  | 2                     | 0                     |
| 2007                  | 0                     | 0                     |
| 2008                  | 0                     | 0                     |
| 2009                  | 0                     | 0                     |
| 2010                  | 4                     | 0                     |
| Razem                 | 56                    | 5                     |

| Lp. | Data                 | Miejsce                                              | Rywal            | Wynik | Rozgrywki                | Minuty |
| --- | -------------------- | ---------------------------------------------------- | ---------------- | ----- | ------------------------ | ------ |
| 1   | 3 lutego 1999        | Estadio José Pachencho Romero, Maracaibo             | Wenezuela        | 2:0   | mecz towarzyski          | 90     |
| 2   | 10 lutego 1999       | Los Angeles Memorial Coliseum, Los Angeles           | Meksyk           | 1:0   | mecz towarzyski          | 90     |
| 3   | 20 czerwca 1999      | Estadio José Amalfitani, Buenos Aires                | Litwa            | 0:0   | mecz towarzyski          | 90     |
| 4   | 1 lipca 1999         | Estadio Feliciano Cáceres, Luque                     | Ekwador          | 0:1   | Copa América 1999        | 90     |
| 5   | 4 lipca 1999         | Estadio Feliciano Cáceres, Luque                     | Kolumbia         | 0:3   | Copa América 1999        | 90     |
| 6   | 7 lipca 1999         | Estadio Feliciano Cáceres, Luque                     | Urugwaj          | 2:0   | Copa América 1999        | 90     |
| 7   | 11 lipca 1999        | Estadio Antonio Oddone Sarubbi, Ciudad del Este      | Brazylia         | 1:2   | Copa América 1999        | 90     |
| 8   | 4 września 1999      | Estadio Monumental, Buenos Aires                     | Brazylia         | 2:0   | mecz towarzyski          | 90     |
| 9   | 7 września 1999      | Estádio Beira-Rio, Porto Alegre                      | Brazylia         | 2:4   | mecz towarzyski          | 90     |
| 10  | 13 października 1999 | Estadio Chateau Carreras, Cordoba                    | Kolumbia         | 2:1   | mecz towarzyski          | 90     |
| 11  | 29 marca 2000        | Estadio Monumental, Buenos Aires                     | Chile            | 4:1   | eliminacje do MŚ 2002    | 90     |
| 12  | 26 kwietnia 2000     | Estadio José Pachencho Romero, Maracaibo             | Wenezuela        | 4:0   | eliminacje do MŚ 2002    | 90     |
| 13  | 4 czerwca 2000       | Estadio Monumental, Buenos Aires                     | Boliwia          | 1:0   | eliminacje do MŚ 2002    | 90     |
| 14  | 29 czerwca 2000      | Estadio El Campín, Bogota                            | Kolumbia         | 3:1   | eliminacje do MŚ 2002    | 90     |
| 15  | 19 lipca 2000        | Estadio Monumental, Buenos Aires                     | Ekwador          | 2:0   | eliminacje do MŚ 2002    | 90     |
| 16  | 26 lipca 2000        | Estádio do Morumbi, São Paulo                        | Brazylia         | 1:3   | eliminacje do MŚ 2002    | 90     |
| 17  | 16 sierpnia 2000     | Estadio Monumental, Buenos Aires                     | Paragwaj         | 1:1   | eliminacje do MŚ 2002    | 90     |
| 18  | 3 września 2000      | Stadion Narodowy, Lima                               | Peru             | 2:1   | eliminacje do MŚ 2002    | 90     |
| 19  | 8 października 2000  | Estadio Monumental, Buenos Aires                     | Urugwaj          | 2:1   | eliminacje do MŚ 2002    | 90     |
| 20  | 15 listopada 2000    | Estadio Nacional de Chile, Santiago de Chile         | Chile            | 2:0   | eliminacje do MŚ 2002    | 90     |
| 21  | 28 lutego 2001       | Stadio Olimpico, Rzym                                | Włochy           | 2:1   | mecz towarzyski          | 90     |
| 22  | 28 marca 2001        | Estadio Monumental, Buenos Aires                     | Wenezuela        | 5:0   | eliminacje do MŚ 2002    | 90     |
| 23  | 25 marca 2001        | Estadio Hernando Siles, La Paz                       | Boliwia          | 3:3   | eliminacje do MŚ 2002    | 90     |
| 24  | 15 sierpnia 2001     | Estadio Olímpico Atahualpa, Quito                    | Ekwador          | 2:0   | eliminacje do MŚ 2002    | 90     |
| 25  | 5 września 2001      | Estadio Monumental, Buenos Aires                     | Brazylia         | 2:1   | eliminacje do MŚ 2002    | 90     |
| 26  | 7 października 2001  | Estadio Defensores del Chaco, Asuncion               | Paragwaj         | 2:2   | eliminacje do MŚ 2002    | 90     |
| 27  | 8 listopada 2001     | Estadio Monumental, Buenos Aires                     | Peru             | 2:0   | eliminacje do MŚ 2002    | 90     |
| 28  | 14 listopada 2001    | Estadio Centenario, Montevideo                       | Urugwaj          | 1:1   | eliminacje do MŚ 2002    | 90     |
| 29  | 27 marca 2002        | Stade des Charmilles, Genewa                         | Kambodża         | 2:2   | mecz towarzyski          | 90     |
| 30  | 17 kwietnia 2002     | Mercedes-Benz Arena, Stuttgart                       | Niemcy           | 1:0   | mecz towarzyski          | 90     |
| 31  | 2 czerwca 2002       | Stadion Kashima, Kashima                             | Nigeria          | 1:0   | MŚ 2002                  | 90     |
| 32  | 7 czerwca 2002       | Sapporo Dome, Sapporo                                | Anglia           | 0:1   | MŚ 2002                  | 90     |
| 33  | 12 czerwca 2002      | Stadion Miyagi, Rifu                                 | Szwecja          | 1:1   | MŚ 2002                  | 90     |
| 34  | 20 listopada 2002    | Stadion Saitama, Saitama                             | Japonia          | 2:0   | Kirin Cup                | 90     |
| 35  | 12 lutego 2003       | Amsterdam ArenA, Amsterdam                           | Holandia         | 0:1   | mecz towarzyski          | 90     |
| 36  | 20 sierpnia 2003     | Stadio Artemio Franchi, Florencja                    | Urugwaj          | 3:2   | mecz towarzyski          | 90     |
| 37  | 6 września 2003      | Estadio Monumental, Buenos Aires                     | Chile            | 2:2   | eliminacje do MŚ 2006    | 90     |
| 38  | 15 listopada 2003    | Estadio Monumental, Buenos Aires                     | Boliwia          | 3:0   | eliminacje do MŚ 2006    | 90     |
| 39  | 19 listopada 2003    | Estadio Metropolitano Roberto Meléndez, Barranquilla | Kolumbia         | 1:1   | eliminacje do MŚ 2006    | 90     |
| 40  | 28 kwietnia 2004     | Stade Mohamed V, Rabat                               | Maroko           | 1:1   | mecz towarzyski          | 90     |
| 41  | 2 czerwca 2004       | Estádio Mineirão, Belo Horizonte                     | Brazylia         | 1:3   | eliminacje do MŚ 2006    | 90     |
| 42  | 6 czerwca 2004       | Estadio Monumental, Buenos Aires                     | Paragwaj         | 0:0   | eliminacje do MŚ 2006    | 90     |
| 43  | 18 sierpnia 2004     | Stadion Shizuoka, Shizuoka                           | Japonia          | 2:1   | Kirin Cup                | 90     |
| 44  | 9 października 2004  | Estadio Monumental, Buenos Aires                     | Urugwaj          | 4:2   | eliminacje do MŚ 2006    | 90     |
| 45  | 13 października 2004 | Estadio Nacional de Chile, Santiago de Chile         | Chile            | 0:0   | eliminacje do MŚ 2006    | 90     |
| 46  | 4 czerwca 2005       | Estadio Olímpico Atahualpa, Quito                    | Ekwador          | 0:2   | eliminacje do MŚ 2006    | 90     |
| 47  | 18 czerwca 2005      | Easycredit-Stadion, Norymberga                       | Australia        | 4:2   | Puchar Konfederacji 2005 | 90     |
| 48  | 21 czerwca 2005      | Easycredit-Stadion, Norymberga                       | Niemcy           | 2:2   | Puchar Konfederacji 2005 | 61     |
| 49  | 12 października 2005 | Estadio Centenario, Montevideo                       | Urugwaj          | 0:1   | eliminacje do MŚ 2006    | 90     |
| 50  | 11 listopada 2005    | Stadion Wembley, Londyn                              | Anglia           | 2:3   | mecz towarzyski          | 90     |
| 51  | 16 listopada 2005    | Khalifa International Stadium, Doha                  | Katar            | 3:0   | mecz towarzyski          | 80     |
| 52  | 1 marca 2006         | St. Jakob-Park, Bazylea                              | Chorwacja        | 2:3   | mecz towarzyski          | 90     |
| 53  | 3 września 2006      | Emirates Stadium, Londyn                             | Brazylia         | 0:3   | mecz towarzyski          | 45     |
| 54  | 3 marca 2010         | Allianz Arena, Monachium                             | Niemcy           | 1:0   | mecz towarzyski          | 90     |
| 55  | 12 czerwca 2010      | Ellis Park, Johannesburg                             | Nigeria          | 1:0   | MŚ 2010                  | 90     |
| 56  | 17 czerwca 2010      | Soccer City, Johannesburg                            | Korea Południowa | 4:1   | MŚ 2010                  | 22     |

Bramki w reprezentacji
| #  | Data              | Miejsce                                       | Przeciwnik | Wynik | Rozgrywki             |
| -- | ----------------- | --------------------------------------------- | ---------- | ----- | --------------------- |
| 1. | 3 lutego 1999     | Maracaibo, Wenezuela                          | Wenezuela  | 2 – 0 | mecz towarzyski       |
| 2. | 28 marca 2001     | Buenos Aires, Argentyna                       | Wenezuela  | 5 – 0 | eliminacje do MŚ 2002 |
| 3. | 8 listopada 2001  | Buenos Aires, Argentyna                       | Peru       | 2 – 3 | eliminacje do MŚ 2002 |
| 4. | 20 sierpnia 2003  | Stadion Artemia Franchiego, Florencja, Włochy | Urugwaj    | 3 – 2 | mecz towarzyski       |
| 5. | 12 listopada 2005 | Stade de Genève, Genewa, Szwajcaria           | Anglia     | 2 – 3 | mecz towarzyski       |